# Urgesteinsmehl
Urgesteinsmehl ist ein Handelsname für einen Bodenhilfsstoff aus zermahlenem Gestein. Es wird zur allgemeinen Verbesserung der Bodenfruchtbarkeit und Wasserhaltefähigkeit in Hausgärten, im ökologischen Obstanbau und Landwirtschaft sowie im Weinbau eingesetzt.
Der Begriff ist gesetzlich nicht geschützt. Er kann sich auf das Produkt einer Vermahlung einer Mineralgruppe oder auf eine Mischung aus verschiedenen vorproduzierten Gesteinsmehlen beziehen. Zusammensetzung, chemische und physikalische Eigenschaften ergeben sich aus der Warendeklaration nach Düngemittelverordnung und dem Sicherheitsdatenblatt des jeweiligen Handelsproduktes.
Ausgangsgestein
Je nach vorliegendem Ausgangsgestein wird zwischen „sauren“ und „alkalischen“ (basischen) Urgesteinsmehlen unterschieden. Diese Bezeichnungen leiten sich im Wesentlichen von einem geringen (dafür höheren Gehalten an Schiefern und Graniten) oder einem hohen Calciumgehalt im Urgesteinsmehl ab. Die pH-Werte variieren je nach Gesteinsart oder Mischung zwischen pH = 6,5 bis pH = 13. Für eine Bewirtschaftung von Böden mit einem natürlichen hohen Calciumgehalt (Ton, Lehm, Löß) werden saure Urgesteinsmehle, und auf natürlich sauren Böden (Sandboden, Gley, Podsol) alkalische Urgesteinsmehle eingesetzt, um eine möglichst positive Wirkung und Aktivierung des Bodenlebens zu erreichen.
Häufig verwendete Ausgangsgesteine sind Diabas (alkalisch) oder Basalt (sauer). Die darin enthaltenen Silikate und Feldspäte stellen durch langsame Verwitterung langfristig für das Pflanzenwachstum wichtige Mineralstoffe bereit, vor allem Eisen, Magnesium und Kalium aus den Silikaten und Calcium und Natrium aus den Feldspäten, sowie andere für den Zellaufbau, die Photosynthese, Bildung von Vitaminen, Blüte und Frucht wichtige Spurenelemente. Dies sind Mangan, Kupfer, Molybdän, Bor, Nickel, Zink und Kobalt. So reichert Urgesteinsmehl verarmte Böden mit Spurennährstoffen an, fördert den Humusaufbau in der obersten Bodenschicht und stellt tierischen Bodenlebewesen, Mikroalgen und -pilzen sowie Bodenbakterien existentielle Stoffe zur Verfügung.
Da die meisten Ausgangsgesteine für Urgesteinsmehle Gittergesteine sind, fördern sie den Aufbau des Ton-Humus-Komplexes und verbessern die Wasserhaltefähigkeit im Wurzelraum und an der Bodenoberfläche. Dies wird im Land- und Gartenbau als „Krümelstruktur“ und Qualitätskennzeichen für die Fruchtbarkeit von Böden bezeichnet (hohe Krümelstruktur, hohe Bodenfruchtbarkeit).
Anwendung

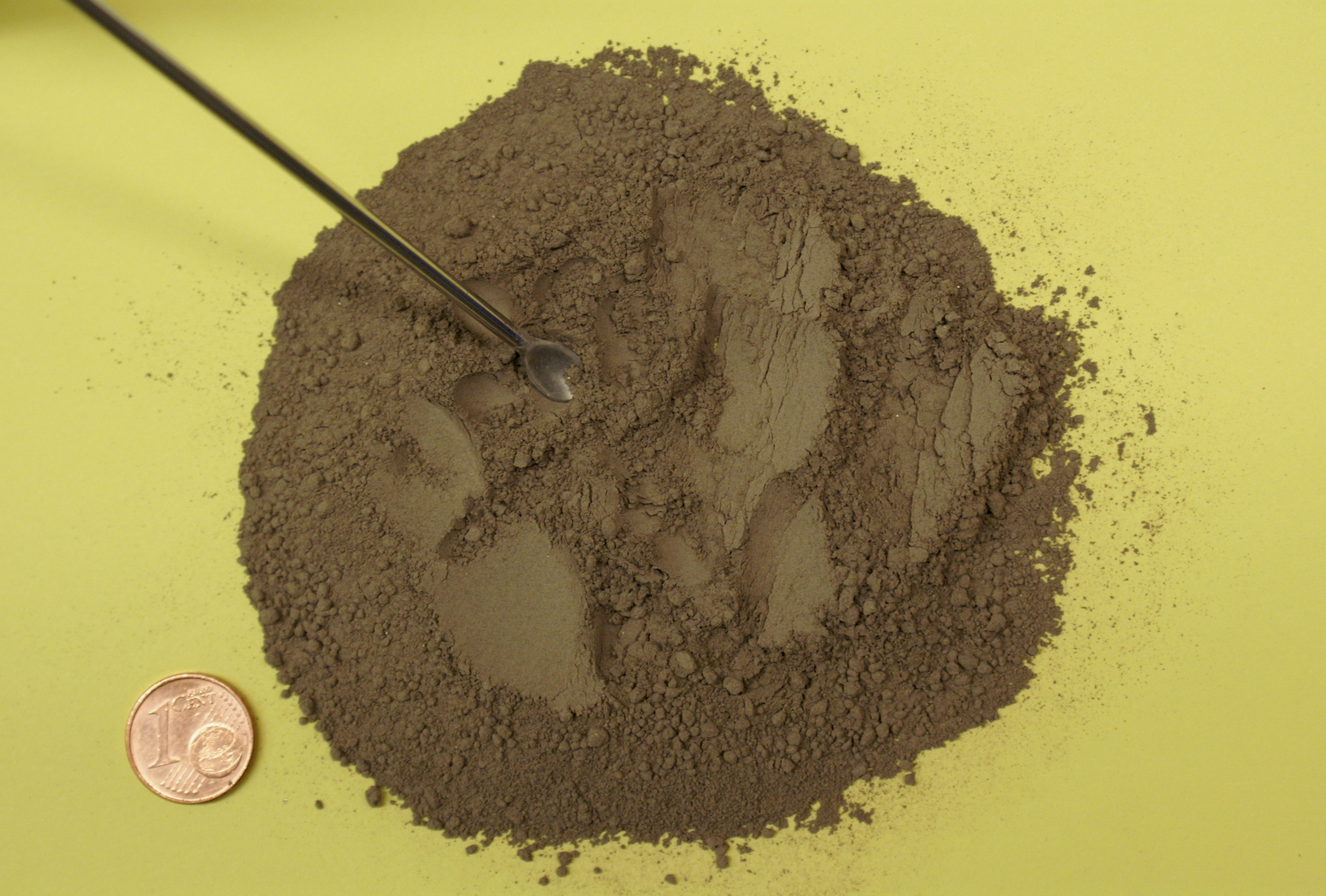
Urgesteinsmehl trägt zur Nährstoffanreicherung und Verbesserung der Wasserhaltefähigkeit von Böden bei.

Die Anwendung auf dem Boden kann trocken durch Streuen oder nass durch Zuschlag in Wasser geschehen. Anschließend wird das Urgesteinsmehl oberflächlich im Boden eingeharkt. Die trockene Methode ist sehr staubig und teilweise ungenau, während das nasse Ausbringen Staub bindet und sich in einem raschen Arbeitsgang oder mit Rührwerk besser dosieren lässt. Wegen ihres hohen Silikatanteils werden Urgesteinsmehle auch zur Vorbeugung von Pilzerkrankungen mit speziellen Geräten über und unter Blätter von anfälligen Kulturen verstäubt. Im biologischen Pflanzenschutz gegen Schnecken, Blattläuse und Larven werden Urgesteinsmehle ebenfalls als Universalmittel zur Vergrämung durch Verstäuben eingesetzt. Dies wirkt aber nur bei Trockenheit und muss so lange wiederholt werden, wie die Tiere in den Kulturen auftauchen. Die Methode des Verstäubens ist wegen der Lungengängigkeit der Stäube sehr umstritten und sollte nur mit Vollmaske und bei Windstille ausgeführt werden.
Urgesteinsmehle lassen sich gut mit anderen Substanzen (z. B. Bentonit) und Pflanzenjauchen (z. B. aus Brennnesseln, Ackerschachtelhalm und Rainfarn) mischen. In Jauche, Gülle, Misthaufen, Kompost und Komposttoilette angewandt, binden sie Gerüche.
Auch „saure“ Urgesteinsmehle sind grenzwertig alkalisch. Sie sind nicht für Moorbeetpflanzen zu verwenden, da sie einen höheren pH-Wert aufweisen, die von Kulturen wie Heidelbeeren, Rhododendren, Azaleen, Hortensien, Eriken oder Kamelien nicht toleriert werden.